# 大人はわかってくれない。
『大人はわかってくれない。』（おとなはわかってくれない）は、まいた菜穂による日本の漫画作品。『ちゃお』（小学館）にて2020年2月号から2023年4月号まで連載。サブタイトルは「迷子の天使たち」（まいごのてんしたち）。各ストーリーにタイトルがついている。

## あらすじ
小柴 紬（こしば つむぎ）は中学校受験を経て、名門・日比谷学院中学校幕張校（通称 日比幕）に合格した。列車通学を覚悟していたが、親戚の叔父が海外出張で家を空けなければならず、無償で貸すので暮らしてみないかと打診。お言葉に甘えて親子で暮らすことになったその家は幕張新都心の一等地のタワーマンションだった。
ピザ店を営む祖父からピザの大量発注が同じタワーマンション内で発生したと聞きピザ配達を手伝う紬。息を切らして依頼主の最上階の部屋のベルを鳴らしたさきに現れたのは紬と同い年くらいの男の子だった。引っ越しの最中だった男の子は「遅い!」と啖呵を切られ萎縮する小柴だったが、理由が先住者のマダムの「低層階の人間はエレベーター使うな」という言葉を鵜呑みして階段を使っていていたことを告げると呆れた顔をしてそんなルールはないと一蹴。「次遅れたらボコボコにする」と男の子から恐怖の一言を告げられ固まる紬だった。
日比谷学院中幕張校の入学式。真新しい制服に身を包み式を見ていた小柴に衝撃の再会が待っていた。新入生の挨拶に登壇してきたのは有馬 颯（ありま はやて）。あのとき紬がピザを運んだ最上階の住人だった。日比谷学院中幕張校を首席入学するも秀才だが、口が悪く喧嘩っ早い、別名「狂犬」で巷では有名な人だった。こうして小柴は有馬と彼の親友である御園 景（みその けい）、その義妹である御園 風花（みその ふうか）とクラスメイト兼マンション仲間として学校生活を送ることになるのであった。

## 登場人物
※声の項はボイスコミック版の声優。
小柴 紬（こしば つむぎ）
声 - 天野聡美
本作の主人公。307号室に住んでいる。日比谷学院中幕張校に通う中学一年生。（同校に通う生徒達のレベルが高過ぎるだけなのだが）自称庶民。元気で正義感が強く明るい栗色の髪の女子生徒。会社員の母と2人暮らしで、他にピザ屋を営む叔父がいる。幼い頃に生き別れになっている父の写真が入ったペンダントを肌身離さず持っている。マンションの最上階に住んでいる有馬颯を好きになっているが、有馬の親友かつクラスメイトである御園景が自分を好きなことには気付いていない。驚いたり緊張したりすると、なぜか踊るハニワのような姿になってしまう。有馬と両思いになりカレカノになる。
有馬 颯（ありま はやて）
声 - 京花優希
4701号室に住んでいる。マンションの最上階で訳あって独り暮らしをする中学一年生の男子生徒。親友・景よりも背が低いが成長中。口が悪く喧嘩っ早いことからあだ名は「狂犬チワワ」。だが、女子生徒から人気があり、女子生徒を鬱陶しいと思っている。本当は友達想いで負けず嫌い。自分のことを心配してくれることが苦手でぶっきらぼうに照れることがある。実家は田園調布で父親は医者、母は病弱だが元モデルで周りから羨望を集めていたが、実際は父親とは疎遠で別居状態、母親はその影響で精神を患い、有馬の心が離れる度に服毒による自傷行為を行うためあまり気が休めない家庭に育っていた。
御園 景（みその けい）
声 - 神木孝一
30階。有馬の親友で風花の義兄。有馬とは違うタイプのイケメン。仲間想いで優しい性格。有馬と風花の良き理解者。塾（GAPIX）ではプリンスと呼ばれ上級生の女子生徒に告白されるほどモテる。小学生時代は親の転勤が多く、よく転校していた。小柴のことが好きで、彼女に告白して断られてもあきらめきれずにいる。その一方で義妹・風花から告白されたが、風花の告白には応えることができず、風花から逃げるようにアメリカへの留学を決めた。その後、父に半ば強引に説得され、日本へ戻ってきた。
御園 風花（みその ふうか）
声 - 風間万裕子
景と同い年の妹。日比谷学院中幕張校に入学した小柴の一番の親友になる。一見クールな雰囲気で、モデル体型のルックスのため一目置かれる存在だが、性格はサバサバしている。景は幼少時に親が再婚してできた義兄でずっと恋をしており、そのことを誰にも言えずにいた。しかし、前述の通り景が小柴の方ばかり見ているため、親友であるはずの小柴に対しても嫉妬心が生じてしまい、自分の想いを景に打ち明けたが、景からは拒絶されてしまう。
乃木 虎太朗（のぎ こたろう)
文字表記はコタロー。小柴たちより一学年上の中学二年生だが、見た目は子供っぽく、ポメラニアンみたいだと言われる人懐こい性格の先輩。風花に想いを寄せており、日比谷学院中幕張校のオープンスクールで二人の距離がぐっと近づき、同校のオープンスクール実行委員の打ち上げで帰る途中、風花へ告白する。

## 用語解説
日比谷学院中学校幕張校　（ひびやがくいんちゅうがっこうぶまくはりこう）
千葉県幕張にある架空の私立中学校。通称日比幕。優秀な生徒が多く集まる名門校で、わざわざ遠い地域から通う生徒も多い。高等部も併設されているためか校舎は広いが、その分移動距離が大きい。生徒一人にタブレット端末が支給されている。制服は紺のブレザーに、女子は青系のストライプのリボンと同系統のチェックスカート、男子は青系のネクタイとグレーのスラックス。学院の模範となる行動をとること以外は決まった校則はなく、制服の着用、一般社会の非常識な行動、アルバイトの禁止以外は自由である。その校則の自由さから「裏校則」があるのではないかと噂された。

## 書誌情報
- まいた菜穂 『大人はわかってくれない。』 小学館〈ちゃおコミックス〉、全8巻
  1. 2020年7月1日発売[3]、ISBN 978-4-09-871082-9
  2. 2020年11月28日発売[4]、ISBN 978-4-09-871181-9
  3. 2021年4月30日発売[5]、ISBN 978-4-09-871361-5
  4. 2021年10月26日発売[6]、ISBN 978-4-09-871490-2
  5. 2022年3月26日発売[7]、ISBN 978-4-09-871591-6
  6. 2022年8月26日発売[8]、ISBN 978-4-09-871753-8
  7. 2023年1月26日発売[9]、ISBN 978-4-09-872001-9
  8. 2023年4月26日発売[10]、ISBN 978-4-09-872123-8